# Masanori Abe
Masanori Abe (født 25. december 1991) er en japansk fodboldspiller, som spiller for den japanske fodboldklub FC Gifu.